# Krithe spatularis
Krithe spatularis is een mosselkreeftjessoort uit de familie van de Krithidae. De wetenschappelijke naam van de soort is voor het eerst geldig gepubliceerd in 1990 door Dingle, Lord & Boomer.